# Фруктовое пиво
Фруктовое пиво (англ. Fruit beer) — пиво с фруктовым вкусом и ароматом, при производстве которого используют натуральные фрукты (вишня, черешня, смородина, ежевика, малина, земляника, клубника, черника, яблоко, слива, апельсин, лимон, грейпфрут, лайм, виноград, персики, абрикосы) или фруктовые соки и экстракты. Бельгийское фруктовое пиво напоминает фруктовый ламбик, но это разные стили пива. При использовании натуральных соков, последующая фильтрация не является необходимой.

## Характеристики

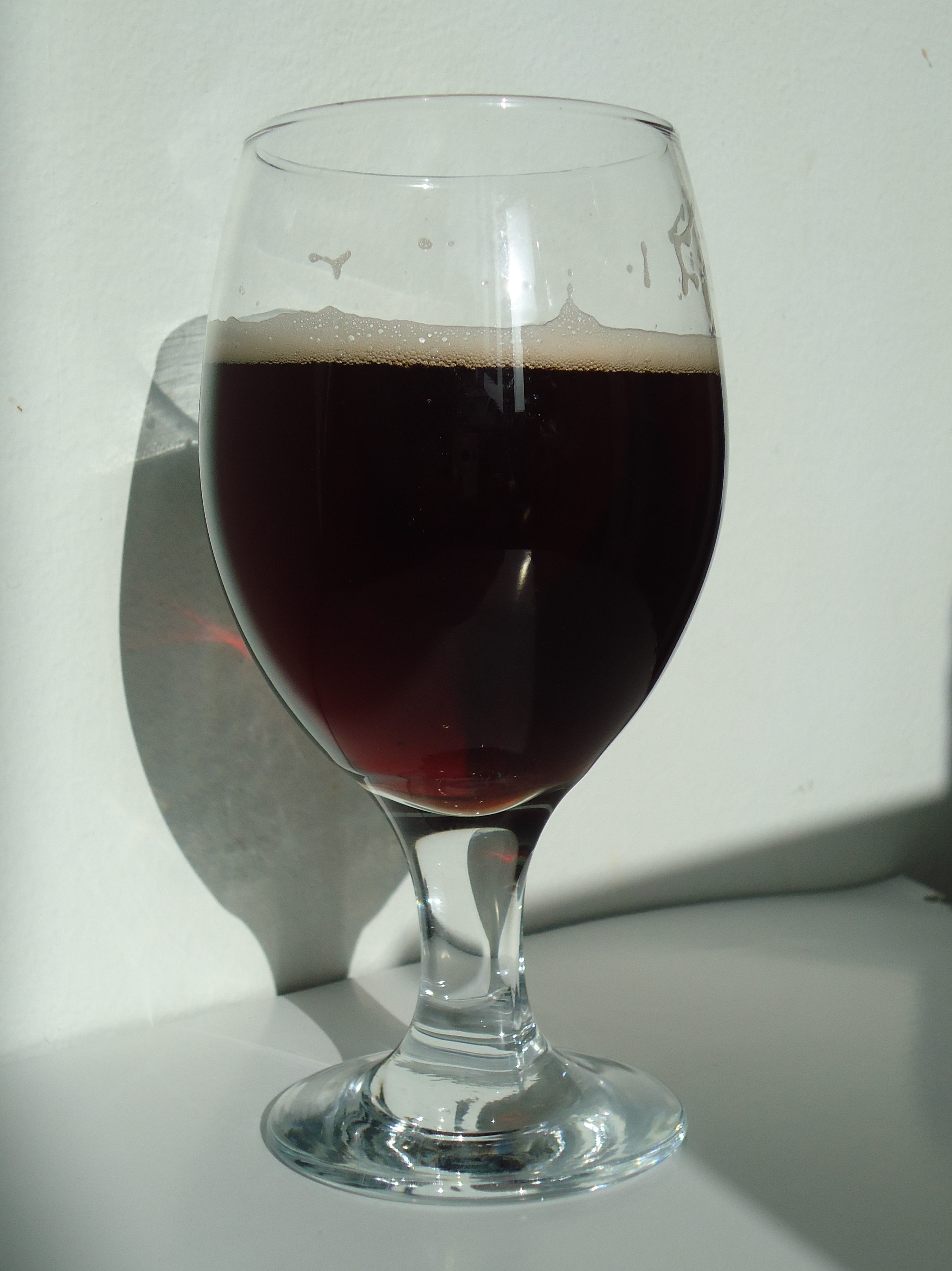

Цвет, вкус и аромат фруктового пива может варьироваться в зависимости от типа выбранного базового пива и содержит характеристики выбранного плода. Для лёгкого фруктового пива с фруктами, которые отличаются характерным цветом, этот цвет также может быть доминирующим в пиве и/или пене, допуская при этом маленькое замутнение в зависимости от входящих ингредиентов.